# Jonas Eriksson
Jonas Eriksson (28. ožujka 1974.) je nogometni sudac iz Švedske.

## Životopis
Jedan je od 12 nogometnih sudaca, koji će suditi na Europskom nogometnom prvenstvu 2012. u Poljskoj i Ukrajini.
| Runda     | Datum            | Stadion                     | Momčad #1  | Rez. | Momčad #2 |   |   |
| --------- | ---------------- | --------------------------- | ---------- | ---- | --------- | - | - |
| Skupina A | 13. lipnja 2012. | Stadion Metalist, Harkiv    | Nizozemska | 1:2  | Njemačka  | 3 | 0 |
| Skupina A | 13. lipnja 2012. | Nacionalni stadion, Varšava | Grčka      | 1:0  | Rusija    | 6 | 0 |